# Paul Teodoru
Paul Teodoru este un fost politician român care a ocupat funcția de ministru al transporturilor în Guvernul Nicolae Văcăroiu.
A ocupat acestă funcție în perioada 19 noiembrie 1992 - 6 martie 1994. Acesta a fost revocat de președintele de la acel moment Ion Iliescu la data de 6 martie 1994.
Pe 10 august 2004 Paul Teodoru a fost trimis în judecată de procurorii DNA în dosarul Flota alături de Traian Băsescu. Paul Teodoru a fost acuzat de abuz în serviciu  împotriva interesului public.
Acesta a lucrat la întreprinderea de Semnalizări și Automatizări Feroviare (ISAF).